# Polizeiruf 110: Des Alleinseins müde
Des Alleinseins müde ist ein deutscher Kriminalfilm von Kurt Jung-Alsen und Helmut Krätzig aus dem Jahr 1977. Der Fernsehfilm erschien als 47. Folge der Filmreihe Polizeiruf 110.

## Handlung
Gisela Kühn erscheint mit einem großen Umzugswagen in Wittenberge, wo sie mit ihrem Verlobten Ewald Schulz ein Haus beziehen will. Schulz hat den Kauf in ihrer Abwesenheit geregelt; Gisela hatte ihm dafür ihr gesamtes Bargeld überlassen. Als sie nun vor dem Haus von Frau Schindler steht, eröffnet die ihr, dass sie das Haus längst an andere Interessenten verkauft habe. Schulz hätte sich nach der Besichtigung nie bei ihr zurückgemeldet. Gisela erleidet einen tödlichen Schock. Oberleutnant Peter Fuchs und Kriminalmeister Lutz Subras übernehmen die Ermittlungen. Gisela war eine einsame Frau. Zu den Nachbarn hatte sie kaum Kontakt und auch die Arbeitskollegen kannten sie wenig. In ihren Briefen findet sich die Anzeige, über die sie Schulz kennenlernte: In ihr beschreibt der angebliche Industriekaufmann Schulz, dass er des Alleinseins müde sei und eine Frau suche. Über die Anzeigenagentur erfahren die Ermittler, dass Schulz eigentlich Egon Schubert heißt und Musiker ist. Angeblich ist er gerade auf Tournee. Lutz Subras findet allerdings heraus, dass Schulz schon seit neun Monaten kein Engagement mehr hatte. Die Ermittler begeben sich auf die Suche nach Schulz, der einen orangefarbenen Moskwitsch fährt. In seiner Wohnung hinterlassen sie einen Zettel mit der Aufforderung, sich auf dem Polizeirevier zu melden.
Schulz hat in der Zwischenzeit eine neue Anzeige aufgegeben, über die er in Dresden die Kunstwissenschaftlerin Marga Lindemann kennenlernt. Sie arbeitet in der Porzellansammlung im Zwinger; auf die Anzeige antwortete in ihrem Namen ihre Kollegin Gina, damit Marga nicht mehr allein leben muss. Marga ist zunächst wenig begeistert, findet jedoch Gefallen am elegant auftretenden Schulz. Der lädt sie in die Oper ein, macht jedoch schon nach kurzer Zeit Andeutungen, bei ihr übernachten zu wollen. Er zeigt zudem Interesse an einem Hauskauf, doch geht Marga auf beides nicht ein.
Schulz fährt zurück in seine Berliner Wohnung, wo er den Brief der Ermittler findet. Er flieht in seinem Wagen zu seiner Freundin Elfriede Hesse nach Bitterfeld, die wie alle anderen Liebschaften glaubt, mit Schulz verlobt zu sein. Er leiht sich ihren Trabant, mit dem er zurück zu Marga nach Dresden fährt. Er findet ihre emotionale Schwachstelle. Marga hat einst eine Asienreise unternommen, die sie gerne wiederholen würde. Sie fährt jedoch nicht im Sommer in den Urlaub, um Kollegin Gina in der Zeit Ferien zu ermöglichen. Stattdessen will Marga im Winter an die Ostsee fahren. Über seine Beziehungen organisiert Schulz angeblich Flugtickets für die Route Berlin–Moskau–Samarkand für Marga und sich. Marga ist außer sich vor Freude und schöpft auch keinen Verdacht, als Schulz die Tickets bar bezahlen will. Sie würde für ihn Geld abheben.
Die Ermittler entdecken Elfriede Hesses Trabant vor Margas Wohnung. Sie suchen Marga in der Porzellansammlung auf und berichten ihr von den Machenschaften ihres Geliebten. Marga arbeitet nun mit den Ermittlern zusammen. Als sie das Geld abgehoben hat, gibt Schulz vor, telefonieren zu müssen. In Margas Abwesenheit versucht er zu fliehen und wird von den Ermittlern festgenommen.

## Produktion
Des Alleinseins müde wurde vom 22. November 1976 bis 22. Januar 1977 unter anderem in Berlin, Bitterfeld, Eichwalde und Dresden gedreht. Drehorte waren unter anderem der Dresdner Zwinger und die dortige Porzellansammlung. Regisseur Kurt Jung-Alsen verstarb während der Dreharbeiten, sodass der Film von Helmut Krätzig vollendet wurde. Die Kostüme des Films schuf Erna Tober, die Filmbauten stammen von Anna-Sabine Diestel. Der Film erlebte am 19. Juni 1977 im 1. Programm des Fernsehens der DDR seine Fernsehpremiere. Die Zuschauerbeteiligung lag bei 52 Prozent.
Es war die 47. Folge der Filmreihe Polizeiruf 110. Oberleutnant Peter Fuchs ermittelte in seinem 29. Fall und Kriminalmeister Lutz Subras in seinem 27. und vorletzten Fall. Die Kritik schrieb, dass Rolf Ludwig in der Rolle des Heiratsschwindlers eine Idealbesetzung war: „Er brachte das, im Wortsinn zu verstehen, Kunst-Stück zustande, das Geschehen zwischen Tragik und Komik, zwischen Realistik und Ironie in der Schwebe zu halten.“
Ein Filmfehler hat sich auch in diesen Polizeiruf eingeschlichen. Ab Minute 34 wird Schulz von einem Streifenpolizisten auf einem Krad verfolgt, da ein Scheinwerfer an seinem Moskwitsch ausgefallen ist. In der Naheinstellung erkennt man deutlich den Schauspieler Hans-Joachim Hanisch, der in dieser Szene eine Motorradbrille trägt. Beim Überholvorgang hat der Kradfahrer plötzlich keine Brille mehr auf und der Darsteller ist auch eine andere Person. Nach dem Absteigen vom Krad ist wieder Hans-Joachim Hanisch zu sehen.